# マルチエージェントシステム
マルチエージェントシステム（英語: multi-agent system、MAS）とは、複数のエージェントから構成されるシステムであり、個々のエージェントやモノリシックなシステムでは困難な課題をシステム全体として達成する。
それぞれ異なった判定アルゴリズムなどの特徴（キャラクタリスティック）を持ったエージェントモデルを用い（よってマルチエージェントと呼ばれる）、複数かつある一定以上のエージェントを多数設定し、人工社会を構成しそれぞれ特徴の異なったエージェントの相互作用をシミュレーションするシステムである。MAS提唱までの歴史に関しては一般システム理論が詳しい。

## 特徴
同じ特徴を持った複数のノードの相互作用によるシミュレーションとは異なり、例えばさまざまな個性を持った人間社会など一見予測不可能な事象をモデル化し、できるだけ実際に起こりうる状況を再現しようとすることを目的としたシステム。

## 適用事例
- 災害時の避難誘導方針決定システム

## 処理系 (マルチエージェントシミュレータ)
※アルファベット順
- artisoc (有償、教育向けは無償) 販売：構造計画研究所 配布：http://mas.kke.co.jp/
- KK-MAS (有償、教育向けは無償) 販売：構造計画研究所 配布：http://mas.kke.co.jp/
- Legion (有償) 販売：ユーデック株式会社 HP：http://www.udec.co.jp
- Scenargie (有償) 販売：株式会社スペースタイムエンジニアリング HP：https://www.spacetime-eng.com/jp/products
- Repast Agent Simulation Toolkit (無償・オープンソース) 配布：http://repast.sourceforge.net/
- StarLogo (無償) 配布：https://web.archive.org/web/20061115214729/http://education.mit.edu/starlogo/
- Swarm (無償・オープンソース) 配布：http://www.swarm.org/wiki/Main_Page
- Soars(無償) 配布：http://www.soars.jp/ja/